# Jü Han-csao
Jü Han-csao (Yu Hanchao) (egyszerűsített kínai írással: 于汉超, hagyományos kínai írással: 于漢超; Talien (Dalian), 1987. február 25. –) kínai labdarúgó, az élvonalbeli Kuangcsou Evergrande középpályása.

## Pályafutása

### A válogatottban
2009. május 29-én mutatkozott be a kínai válogatottban a Németország elleni barátságos mérkőzésen, amely 1-1-es döntetlenre végződött.
Részt vett a 2015-ös és a 2019-es Ázsia-kupán.